# Amara Majeed
Amara Majeed (nascida em 1996/1997)  é uma ativista muçulmana-americana e autora de The Foreigners. Em 2015, ela foi eleita uma das 100 Mulheres mais inspiradoras do mundo pela BBC. Ela é fundadora do The Hijab Project, uma organização que capacita mulheres muçulmanas e incentiva o diálogo aberto através da experimentação social.
Sua carta a Donald Trump, publicada pela Seventeen Magazine, levou ao reconhecimento da mídia.
Amara Majeed se formou na Towson High School. Atualmente, ela estuda Ciência Política e Islã Vivo na Brown University e é apaixonada pelo Sufismo. Amara Majeed pretende fazer pós-graduação na Universidade de Cambridge. Sua família é do Sri Lanka.
Uma foto de Amara Majeed foi usada erroneamente pela polícia do Sri Lanka ao divulgar detalhes sobre seis suspeitos dos atentados de Páscoa de 2019 no Sri Lanka.

## Reconhecimento
- 2015 - BBC 100 Mulheres.[1]